# Skelley Adu Tutu
Skelley Adu Tutu (* 10. August 1979 in Kumasi; auch: Adu Tutu Skelley) ist ein ghanaischer Fußballspieler.

## Karriere
Im Sommer 1999 kam Skelley von Royale Union Saint-Gilloise zum österreichischen Erstligisten Grazer AK, wo er bis Januar 2004 insgesamt elf Bundesligatreffer erzielte. Es folgten Gastspiele beim Kapfenberger SV und den King Faisal Babes sowie dem iranischen Verein Saba Qom. Im Oktober 2005 kehrte er bis Saisonende zum LASK Linz nach Österreich zurück. Anschließend verließ Skelley Europa erneut und spielte kurzzeitig für die Sekondi Hasaacas, ab Sommer 2006 für den israelischen Verein Hapoel Be’er Scheva. 2011 kam Skelley noch einmal zu elf Einsätzen und drei Toren für den in der sechstklassigen Unterliga West spielenden SV Union Hollenegg.
Im März 1999 gewann Skelley mit den „Black Satellites“ die U-21-Afrikameisterschaft, im April 1999 nahm er mit der Mannschaft an der Junioren-Weltmeisterschaft teil und kam dort in allen fünf Partien zum Einsatz; gegen Kasachstan erzielte er den Treffer zum 2:0. 2000 kam er auch für die U-23-Nationalmannschaft („Black Meterors“) zum Einsatz.